# Julio Moisés Fernández de Villasante
Julio Moisés Fernández de Villasante (Tortosa, 9 de enero de 1888 – Torrelavega, 22 de julio de 1968) fue un pintor español, académico y retratista, considerado uno de los exponentes del realismo académico de la primera mitad del siglo XX en España. Su obra se centró en la pintura de género, el retrato femenino y la representación costumbrista, siendo autor de obras que han alcanzado proyección internacional.

## Biografía
Hijo de un marino de guerra, vivió su infancia entre Villagarcía de Arosa, Ferrol y posteriormente Cádiz, donde ingresó a la Escuela de Bellas Artes y comenzó su carrera artística. En Cádiz decoró iglesias y el Gran Teatro, iniciándose además como retratista, actividad que le granjeó prestigio en los círculos sociales tradicionales del país.«Julio Moisés Fernández de Villasante». Historia Hispánica. RAH. Consultado el 23 de julio de 2025.
En 1912 participó por primera vez en la Exposición Nacional de Bellas Artes, donde obtuvo una tercera medalla. En 1914 se trasladó a Barcelona, donde expuso retratos en la Sala Parés, representando a miembros destacados de la sociedad catalana. En los años siguientes obtuvo nuevas distinciones: segunda y primera medalla en las ediciones de 1915 y premios en certámenes internacionales como la Exposición Internacional de San Francisco (tercera medalla) y la Exposición Internacional de Panamá (primera medalla, 1916).«Julio Moisés Fernández de Villasante». Consultado el 23 de julio de 2025.

## Trayectoria institucional
Julio Moisés desempeñó un papel destacado en el ámbito institucional. Fue director de la Gaceta de Bellas Artes entre 1932 y 1933, órgano oficial de la Asociación Española de Pintores y Escultores (AEPE), de la cual fue también presidente. Bajo su dirección, la revista se consolidó como una de las más influyentes en el panorama artístico español de la época, con alcance internacional y carácter documental.Barreda Pérez, Mª Dolores (29 de septiembre de 2023). «Los Directores de la Gaceta de Bellas Artes: Julio Moisés». Asociación Española de Pintores y Escultores. Consultado el 23 de julio de 2025.

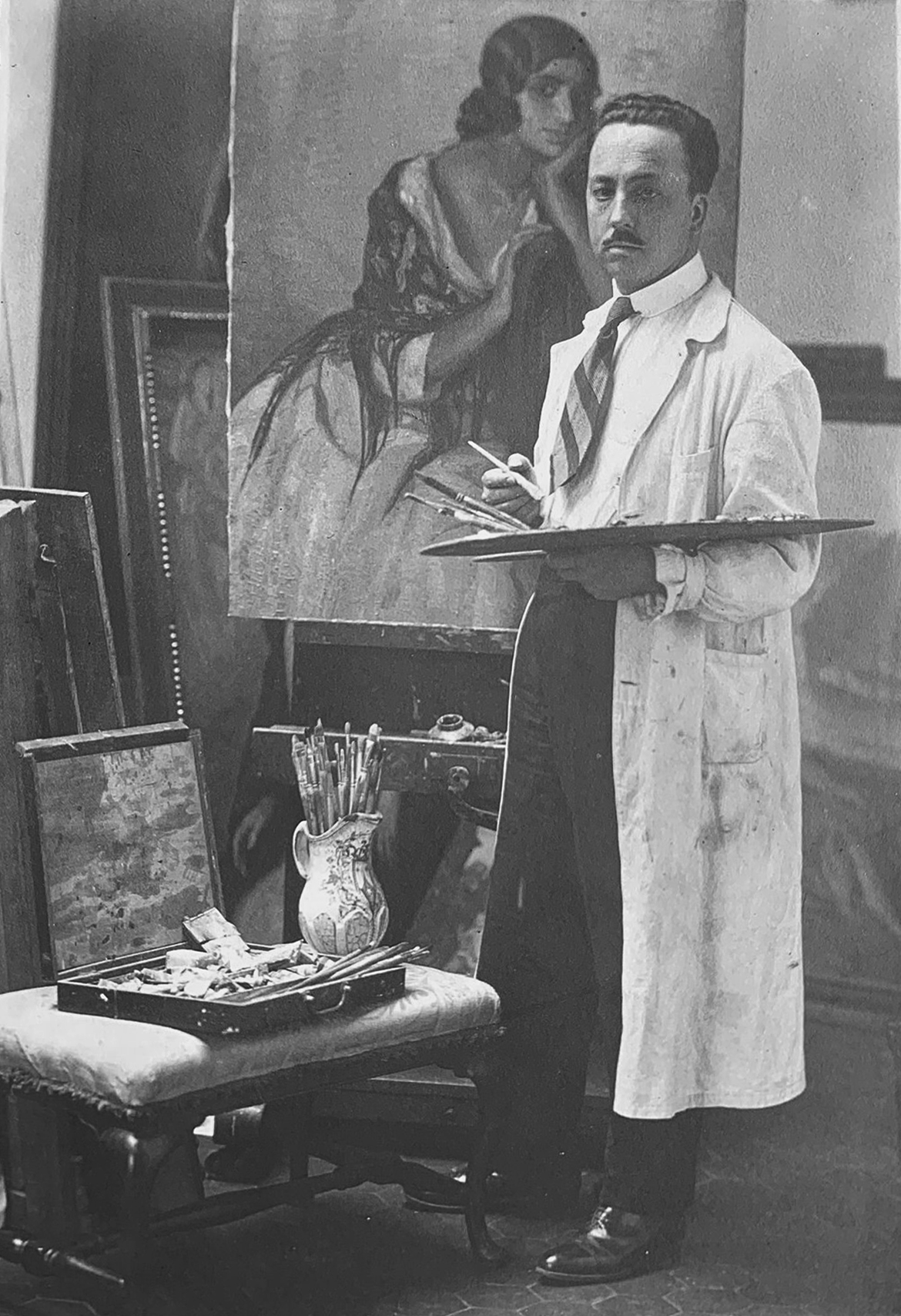
Julio Moisés Fernández de Villasante posando en su estudio junto a una de sus obras.

## Estilo y obra
Su obra pictórica se mantuvo fiel a los principios del academismo y el realismo costumbrista. Cultivó especialmente el retrato femenino, con una técnica depurada, tratamiento equilibrado del color, atención a la textura de las telas y una composición sólida, cercana al ideal clásico. Su iconografía recoge tanto tipos populares como figuras aristocráticas o intelectuales, frecuentemente representadas con una mirada introspectiva o una pose delicadamente escenificada.
Algunas de sus obras más reconocidas son El pastor, Camino de la ermita y especialmente Maja (1956), que alcanzó notoriedad por su uso en productos comerciales.
Otras obras:
Los estudiantes o seminaristas de Vich, 1912
La camelia, 1912
Retrato de los marqueses de Castelldosrius, 1914
Retrato, 1920
Retrato de la señorita Bauer, 1922
Retrato de la reina Victoria Eugenia, 1928
Eva, 1929
Retrato del rey Alfonso XIII, 1928
Retrato de Natalia, 1936
Mi hijo Fernando, s. f.
Bacante, s. f.
Fragancia, s. f.
Reposo, s. f.

## Obra icónica y difusión internacional
Su pintura Maja se convirtió en la imagen emblemática del famoso jabón Maja de la casa de perfumes Myrurgia, una de las marcas más representativas del lujo cosmético español del siglo XX. Aunque la imagen original de la marca fue inspirada en la bailarina Carmen Tórtola Valencia por otros artistas, la versión pictórica de Julio Moisés fue una de las más reproducidas en envases de jabón, perfumes y polvos, convirtiéndose en símbolo internacional de la feminidad española clásica.
En 2011, la empresa mexicana Laboratorios Grisi adquirió la marca y relanzó su línea con enorme éxito comercial en más de 30 países. La imagen de Maja, en sus distintas versiones, continúa asociada a una estética romántica, sensual y vintage.

## Galería

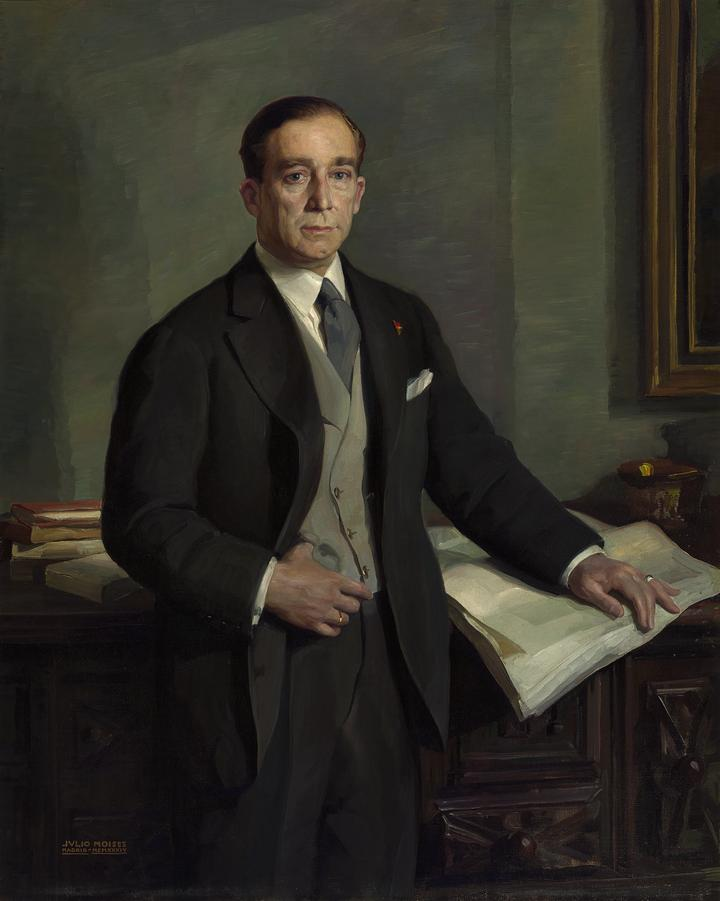
Retrato de Julio Carabias Salcedo, ca. 1930.
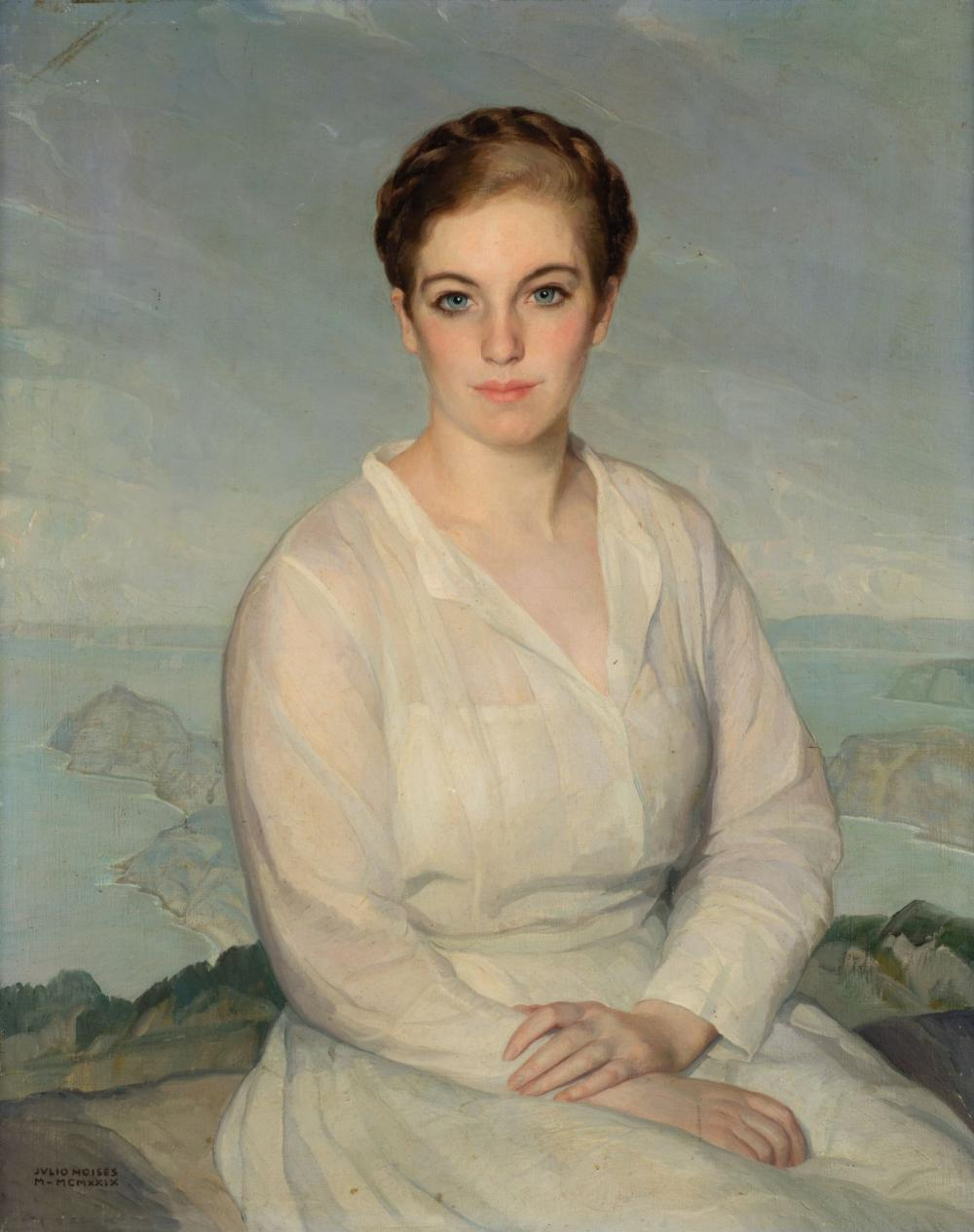
Reposo (1929), ejemplo de su tratamiento delicado de la figura femenina.
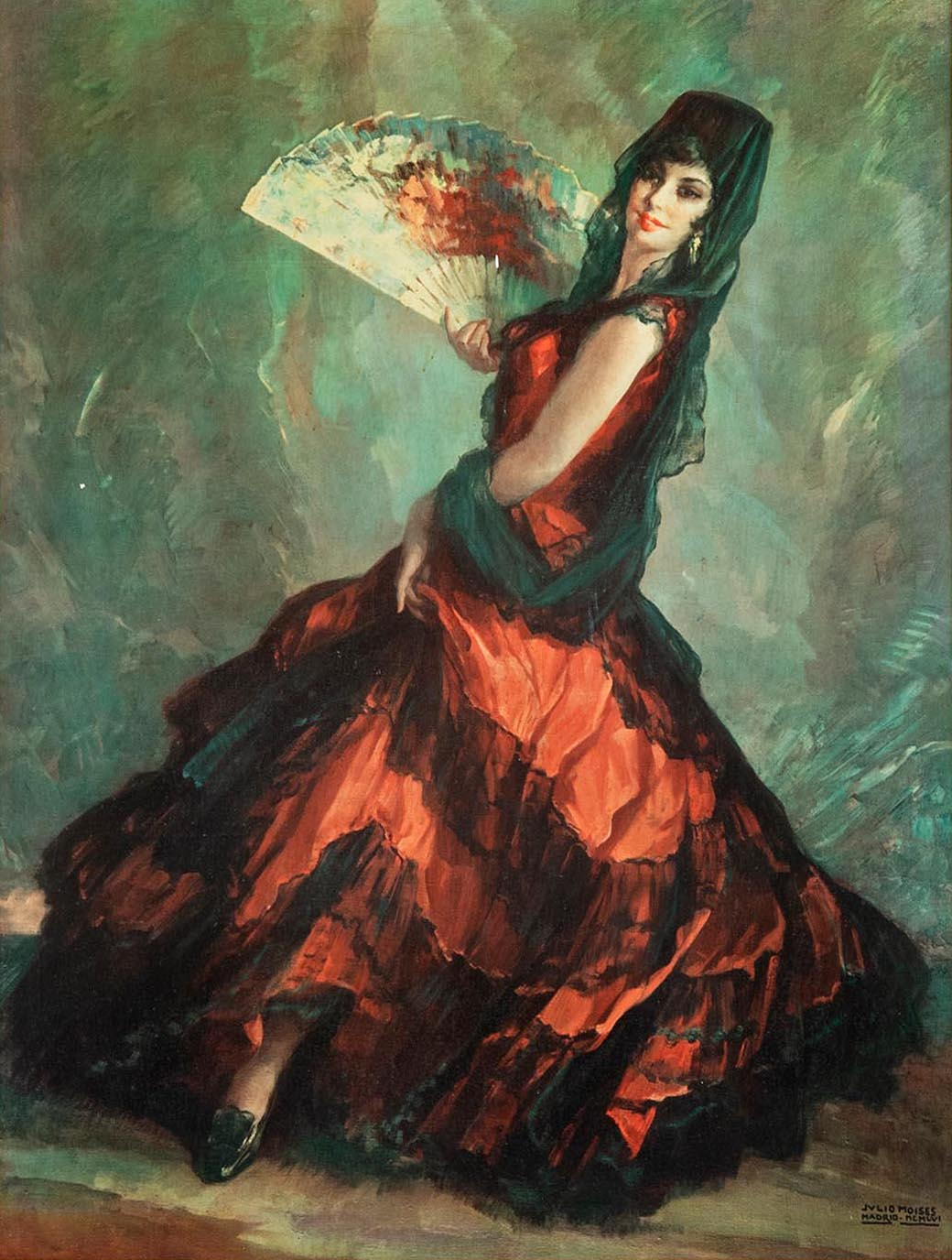
Maja (1956), una de sus obras más icónicas del costumbrismo español.

## Legado
Julio Moisés fue académico correspondiente de la Real Academia de Bellas Artes de San Fernando. Parte de su obra se encuentra en el Museo Español de Arte Contemporáneo de Madrid y en el Museo de Arte Moderno de Barcelona (actualmente integrado en el Museu Nacional d’Art de Catalunya). Su estilo y trayectoria lo sitúan entre los últimos grandes exponentes del realismo institucional español antes de la hegemonía de las vanguardias.